# Roncador Bank
Roncador Bank est un atoll majoritairement submergé avec plusieurs cayes de sable. Il est situé dans la mer des Caraïbes au large des côtes centro-américaines et appartient administrativement à la Colombie.

## Géographie

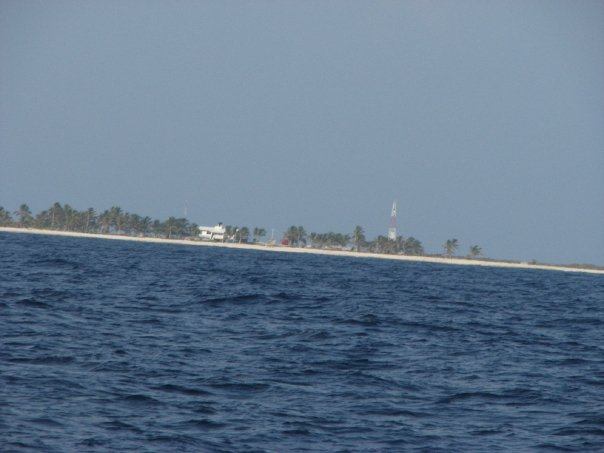
Vue de Roncador Cay, la plus grande caye du Rocandor Bank.

Roncador Bank est à mi-chemin entre la Jamaïque et le Costa Rica, à 140 km à l'est de l'île de la Providence et à environ 220 km au nord-est de île de San Andrés.
Il mesure environ 15 kilomètres de long par 6 kilomètres de large, avec une superficie de 65 km² composée principalement de lagon. Au nord-est du récif frangeant, se trouve la petite île de Roncador Cay qui mesure 600 mètres de long par 300 mètres de large. La caye n’a pas de population permanente, mais il est régulièrement visité par des pêcheurs.

## Histoire
En cartographie, le Roncador Bank fait sa première apparition sur une carte néerlandaise de 1601, il est alors appelé Arrecife Roncadore.
Revendiqué à l’origine par les États-Unis (qui l'annexent en 1949) dans le cadre du Guano Islands Act de 1856, l’atoll est cédé par les États-Unis à la Colombie le 17 septembre 1981, conformément au « traité relatif aux statuts de Quita Sueño, de Roncador et de Serrana » signé à Bogota le 8 septembre 1972. L'atoll compte plusieurs maisons délabrées construites par les troupes américaines pendant la crise des missiles de Cuba en octobre 1962.
L'USS Kearsarge fait naufrage sur un récif au large de Roncador Bank, le 2 février 1894.
Le 3 septembre 2007, l'atoll est balayé par l'ouragan Felix.

## Phares
Un vieux phare désaffecté se trouve à l'extrémité nord de Roncador Bank. Un nouveau phare est en service depuis 1977.